# Konrad Świerczyński
Konrad Świerczyński, ps. Wicek (ur. 19 lutego 1888 w Warszawie, zm. 29 lutego 1956 w Tarnowie) – polski szewc, księgarz, działacz anarchistyczny oraz powstaniec warszawski. Ojciec Bernarda Konrada Świerczyńskiego.

## Biogram
W latach 1917–1919 brał udział w wydarzeniach rewolucji październikowej na terenie Rosji. W okresie międzywojennym pracował w Warszawie jako szewc-chałupnik, natomiast w latach 30 otworzył własną księgarnię na Kercelaku. Był aktywnym działaczem Anarchistycznej Federacji Polski, za co wielokrotnie przebywał w areszcie. Zrzeszony również w Stowarzyszeniu Wolnomyślicieli Polskich.
Był mężem Janiny Świerczyńskiej, z którą miał 8 dzieci, ale wyłącznie jedno z nich dożyło dorosłości – Bernard Konrad Świerczyński, który urodził się 22 sierpnia 1922. Rodzice, jako zadeklarowani antyklerykałowie, nie ochrzcili syna. Ojciec natomiast zapewnił mu nauczanie indywidualne w domu. Do egzaminów dziecku Świerczyńskich pomagała przygotować się anarchistyczna działaczka Aniela Wolberg.
Rodzina Świerczyńskich utrzymywała dobre kontakty z mniejszością żydowską w Warszawie, wśród której miała wielu znajomych. W okresie okupacji pomagała im szmuglować żywność, leki, listy, a także ukrywać się przed niemieckim okupantem. W okresie powstanie warszawskiego, Konrad Świerczyński walczył w szeregach Brygady Syndykalistycznej oraz był adiutantem generała Juliana Skokowskiego.
Po wojnie przeprowadził się do Tarnowa, gdzie pracował w Zakładzie Energetycznym.